# جینجر فیش
جینجر فیش (انگلیسی: Ginger Fish؛ با نام اصلی Kenneth Robert Wilson) موسیقی‌دان اهل ایالات متحده آمریکا است. وی از سال ۱۹۹۵ میلادی تاکنون مشغول فعالیت بوده است.